# رود ماگدالنا

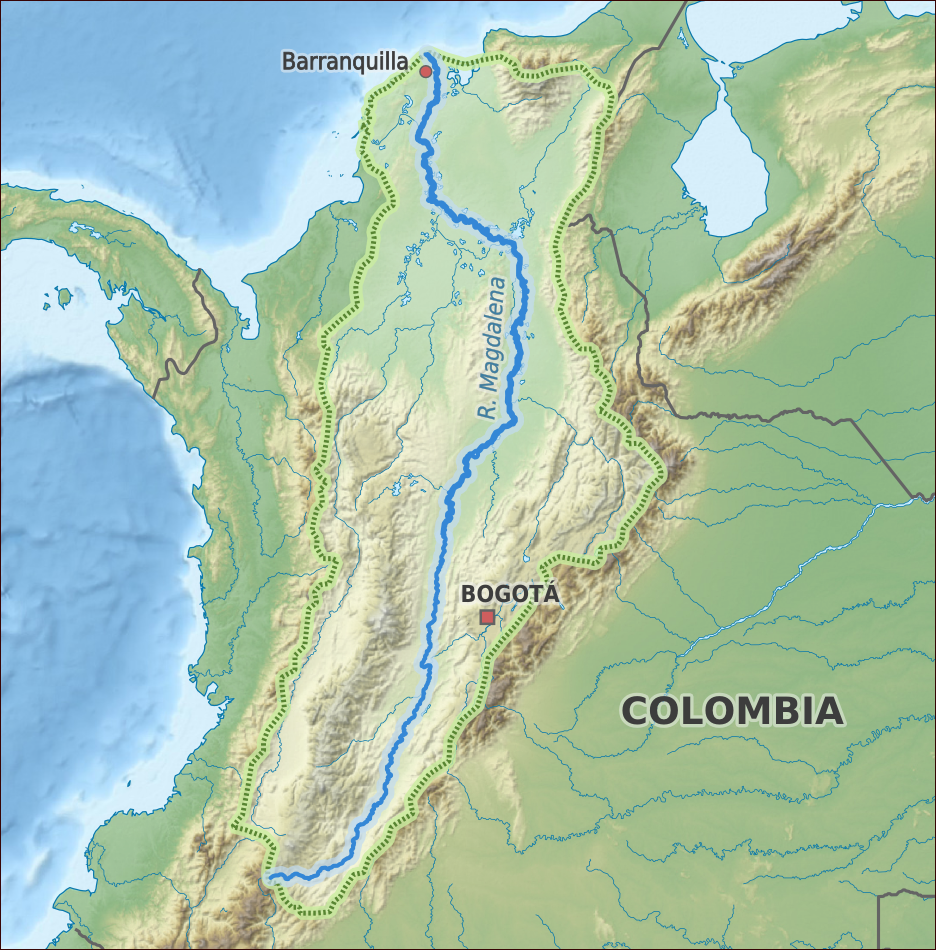
موقعیت رود ماگدالنا و حوضهٔ آبریز آن بر روی نقشه

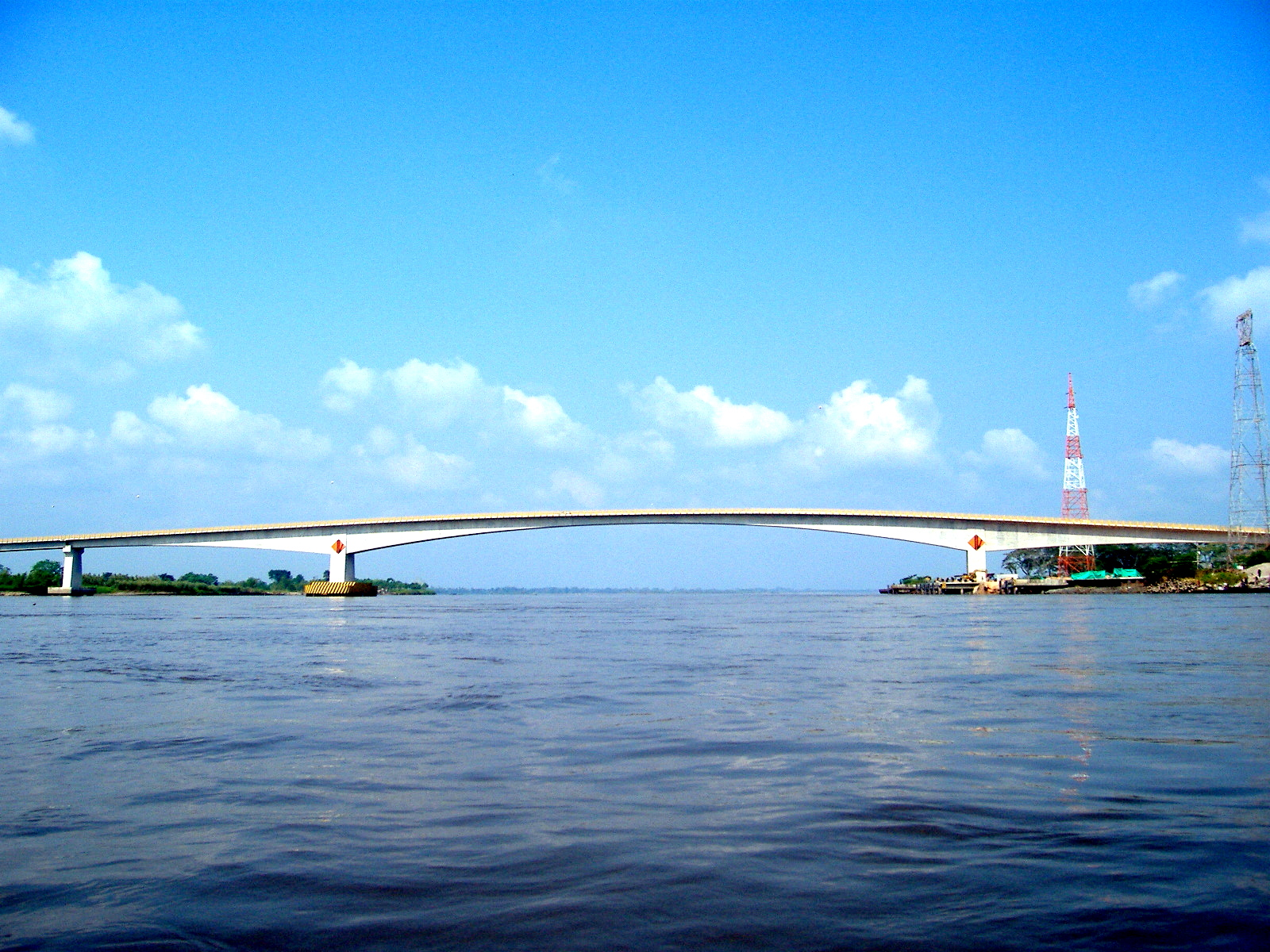
نمایی از رود ماگدالنا

رود ماگدالنا یا ریو ماگدالنا (به اسپانیایی: Río Magdalena) رودی است که در مرکز تا شمال کلمبیا در آمریکای جنوبی جریان دارد. این رود از ارتفاعات آند سرچشمه گرفته و پس از طی مسیری به سمت شمال، در پایان به دریای کارائیب می‌ریزد.

## مشخصات و مسیر
رود ماگدالنا از شکاف‌گاه بین کوه‌های مرکزی  و کوه‌های شرقی  واقع در رشته‌کوه‌های آند در جنوب غربی کلمبیا سرچشمه گرفته و پس از طی مسافتی بین حدوداً ۱۴۹۷ تا ۱۶۰۰ کیلومتر به‌سمت شمال، در نهایت در نزدیکی شهر بندری بارانکیلا به دریای کارائیب می‌ریزد. این رود در طی مسیرش از دره‌ای گسلی به پهنای ۸۰ کیلومتر واقع در کوه‌های آند گذشته و به دشت آبرفتیِ باتلاقی  وسیعی می‌رسد که در آنجا رود کائوکا، مهمترین رود تغذیه‌کنندهٔ ماگدالنا، به آن می‌پیوندد. سزار و سن خورخه، دیگر رودهایی هستند که در دشت‌های سیلابی زمین‌های پست شمالی به ماگدالنا می‌ریزند.

## اهمیت
رودریگو ده باستیداس، کاشف اسپانیایی در سال ۱۵۰۱ موفق به یافتن رود ماگدالنا شد. پس از او  گونزالو خیمنز ده کوئیادا، فاتح اسپانیایی، در ۱۵۳۶ به کاوش در آن پرداخت که از آن تاریخ تا کنون، این رود تأثیر به‌سزایی بر زندگی سیاسی و اقتصادی کلمبیا داشته است. این رود همچون خیابانی مهم و طبیعی، ارتفاعات داخلی کلمبیا را به زمین‌های پست ساحلی آن متصل می‌سازد. مسیر رودخانه نسبتاً مستقیم بوده و در فاصلهٔ بین نیوا تا دریا قابل کشتی‌رانی است. کشتی‌های بخاری که توانایی حرکت در آب‌های کم‌عمق را دارند در این مسیر در رفت‌وآمدند و فقط تندآبی در مسیر عبور رودخانه از شهر هوندا، حرکت آنها را با اختلال مواجه می‌سازد.  همچنین با لایروبی رود ماگدالنا، کشتی‌های اقیانوس‌پیما نیز می‌توانند به بندر بارانکیلا دسترسی داشته باشند.
جمعیت کمی در درهٔ گرمسیری ماگدالنا ساکنند و قهوه، مهمترین گیاهی است که در حاشیهٔ مسیر بالادست رودخانه کشت می‌شود. همچنین این منطقه از نظر اقتصادی به‌جز در صنعت نفت رشد چندانی نداشته است.

## نگارخانه

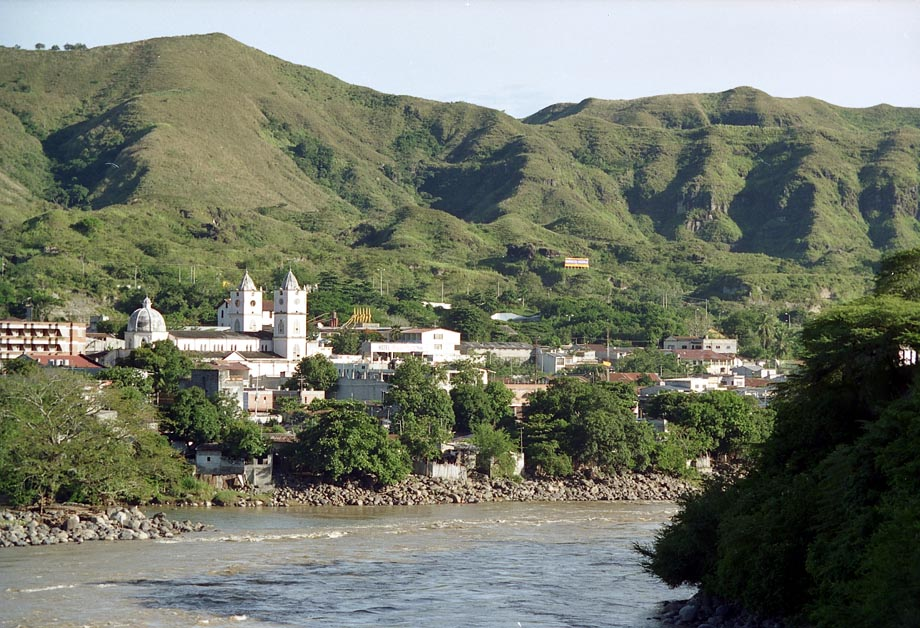
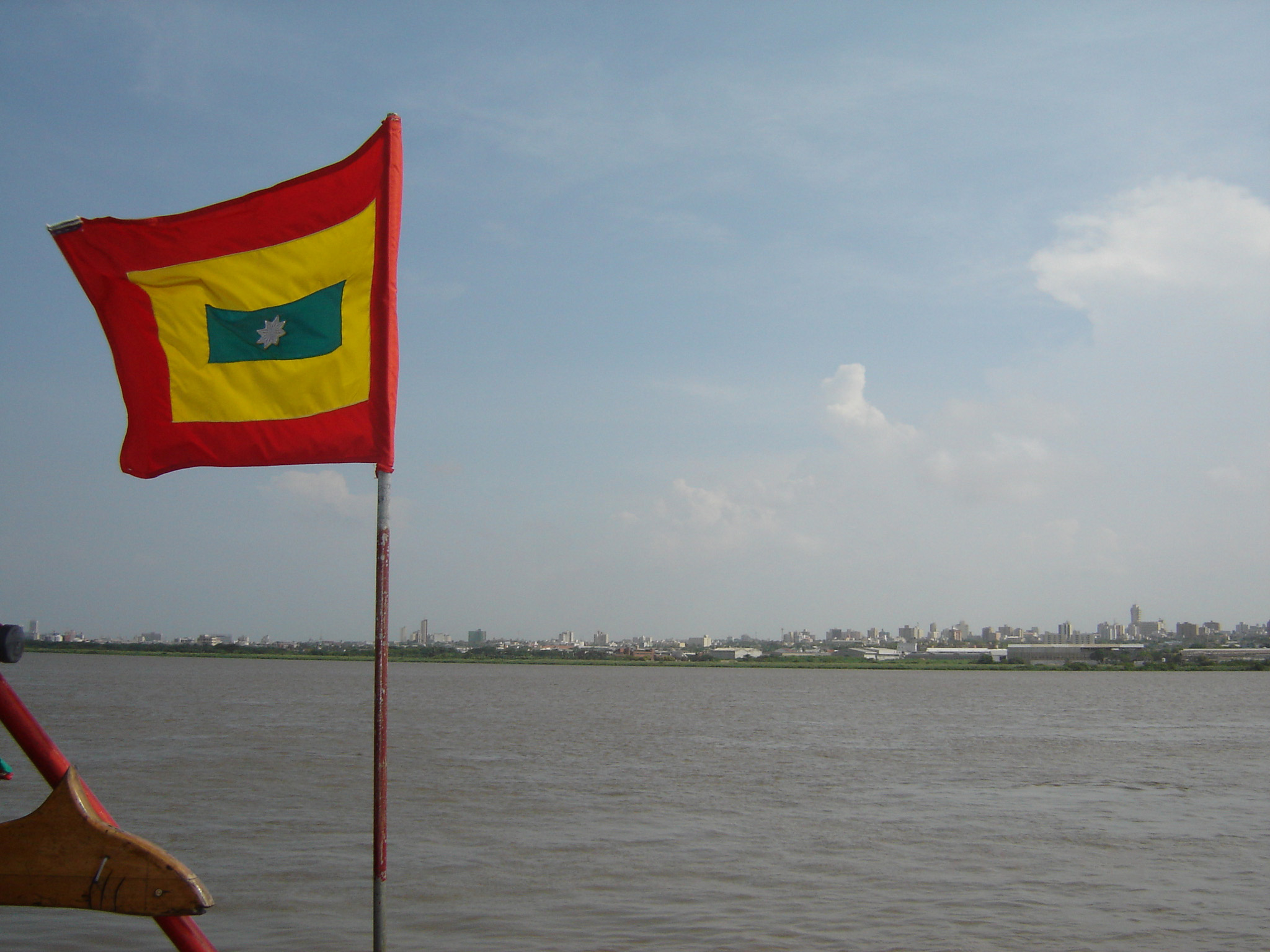